# 曽紀沢

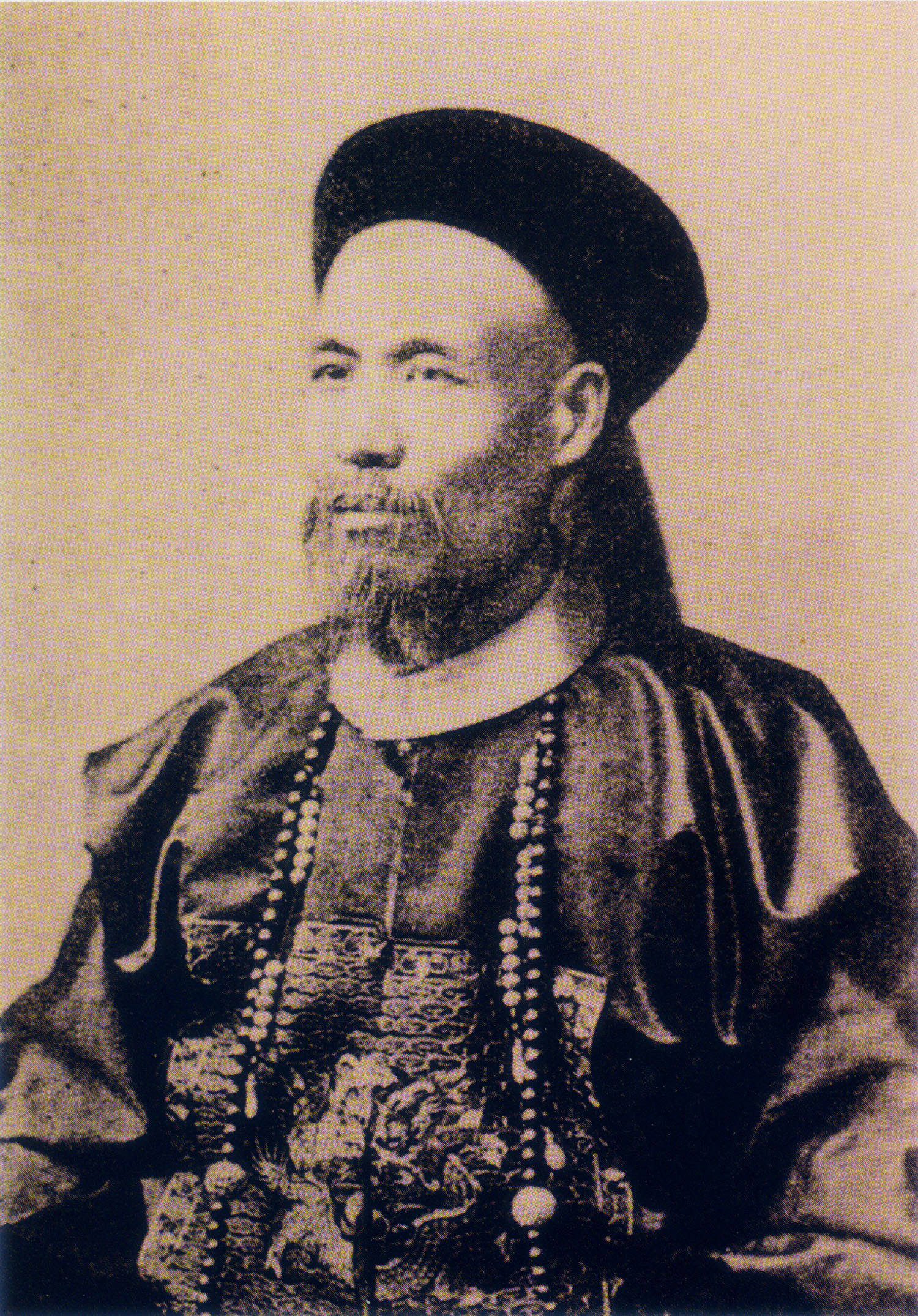
曽紀沢

曽 紀沢（そう きたく、Zēng Jìzé、1839年12月7日 - 1890年4月12日）は、清末の外交官。曽国藩の長男で曽紀鴻の兄。子に曽広鈞など。字は劼剛、号は夢瞻。湖南省湘郷県（現在の双峰県荷葉鎮）出身。
1870年、父の功で戸部員外郎に任ぜられる。1877年、父の爵位を継いで一等毅勇侯となる。1878年、駐英公使兼駐仏公使に任命され、太常寺卿に補任される。
当時新疆はコーカンド・ハン国の軍人ヤクブ・ベクが占領していたが、清の陝甘総督左宗棠によって滅ぼされた。ロシアはこの混乱に乗じてイリ地方を占領した。清朝は戸部右侍郎兼盛京将軍代理の崇厚を派遣して交渉にあたらせたが、崇厚はロシアにイリ地方をすべて割譲し賠償金を支払うというリヴァディア条約を結ぶ。清の朝廷はこれを認めず、曽紀沢に駐露公使を兼任させて改めて交渉にあたらせた。結局、1881年にイリ条約を結び、イリ地方の一部の返還に成功した。このため曽紀沢の評価は国内外で高まった。
その後曽紀沢はイギリスとのアヘン貿易問題や朝鮮・ミャンマーなどの問題の交渉にあたる。1884年、清仏戦争の際にはフランスに強硬姿勢をとったため、和平論が主流になった朝廷により駐仏公使を解任された。1885年には駐英公使を免ぜられ帰国した。帰国前に清の内政外交と列強の対清政策を論じた『China, the Sleep and the Awakening』（『中国先睡後醒論』）を発表した。帰国後は戸部右侍郎、総理各国事務衙門大臣などを歴任し、外交政策の改革と不平等条約の改正に尽力した。死後、恵敏の諡号が贈られた。同年、叔父の曽国荃も没している。

## 著作
- 『曽恵敏公遺集』
- 『曽恵敏公全集』
- 『曽恵敏公使西日記』
- 『曽恵敏公手写日記』
- 『出使英法俄日記』
- 『曽紀沢日記』